# Łuczniczka Bydgoszcz 2015-2016
Questa voce raccoglie le informazioni riguardanti il Łuczniczka Bydgoszcz nelle competizioni ufficiali della stagione 2015-2016.

## Organigramma societario
Area direttiva
- Presidente: Piotr Sieńko

Area tecnica
- Allenatore: Piotr Makowski
- Allenatore in seconda: Marian Kardas

## Rosa
| N° | Nome                | Ruolo | Data di nascita  | Nazionalità sportiva |
| -- | ------------------- | ----- | ---------------- | -------------------- |
| 1  | Jan Nowakowski      | C     | 17 maggio 1994   | Polonia              |
| 2  | Kévin Klinkenberg   | S     | 4 ottobre 1990   | Belgio               |
| 3  | Michał Żurek        | L     | 3 giugno 1988    | Polonia              |
| 4  | Wojciech Jurkiewicz | C     | 21 giugno 1977   | Polonia              |
| 5  | Wojciech Ferens     | S     | 5 aprile 1991    | Polonia              |
| 6  | Jakub Jarosz        | S/O   | 10 febbraio 1987 | Polonia              |
| 7  | Murilo Radke        | P     | 31 gennaio 1989  | Brasile              |
| 8  | Mateusz Siwicki     | C     | 23 luglio 1996   | Polonia              |
| 9  | Łukasz Wiese        | S/O   | 24 marzo 1993    | Polonia              |
| 10 | Dawid Murek         | S     | 24 luglio 1977   | Polonia              |
| 11 | Michał Ruciak       | S     | 22 agosto 1983   | Polonia              |
| 12 | Jan Lesiuk          | S     | 7 giugno 1996    | Polonia              |
| 13 | Grzegorz Kosok      | C     | 2 marzo 1986     | Polonia              |
| 15 | Paweł Stysiał       | L     | 30 gennaio 1997  | Polonia              |
| 16 | Bartosz Krzysiek    | S/O   | 19 febbraio 1990 | Polonia              |
| 17 | Nikodem Wolański    | P     | 19 gennaio 1994  | Polonia              |
| 18 | Tomasz Bonisławski  | L     | 22 gennaio 1991  | Polonia              |